# ستانكو نيك
ستانكو نيك هو دبلوماسي كرواتي، ولد في 31 أغسطس 1935 في زغرب في كرواتيا، وتوفي بنفس المكان في 24 أبريل 2010.